# Neosaropogon maculata
Neosaropogon maculata là một loài ruồi trong họ Asilidae. Neosaropogon maculata được von Roeder miêu tả năm 1883.